# Pula śmierci
Pula śmierci (ang. The Dead Pool) – amerykański film z 1988 roku w reżyserii Buddy'ego Van Horna, z Clintem Eastwoodem w roli głównej. Jest to piąta i ostatnia część serii opowiadająca o losach inspektora Harry'ego Callahana, zwanego Brudny Harry.

## Fabuła
Po doprowadzeniu do skazania groźnego gangstera, Lou Janero na długoletnią odsiadkę, inspektor Callahan stał się obiektem dużego zainteresowania mediów. Jednocześnie stał się celem zabójców wynajmowanych przez Janero. Po ostatnim zamachu, przełożeni chcą zdjąć Harry'ego z ulicy dla jego bezpieczeństwa lecz ten stanowczo się sprzeciwia. Niedługo później dochodzi do zabójstwa muzyka rockowego. Sprawę prowadzi Callahan wraz z nowym partnerem, Quanem. Na miejscu zbrodni zjawiają się też dziennikarze, wśród których jest atrakcyjna lecz nadgorliwa Samantha Walker, lecz Harry nie chce z nimi rozmawiać, a na dodatek niszczy jedną z kamer.
Niedługo później zostaje zamordowana kobieta, krytyk filmowy. W toku śledztwa wychodzi na jaw, że nazwiska obu ofiar były na jednej z list gry zwanej "Pulą śmierci". Pierwszym podejrzanym o morderstwa staje się reżyser filmowy Peter Swan, który zatrudnił pierwszą ofiar do swojego filmu, jak również był autorem owej listy. Jakby tego było mało, jest też na niej nazwisko Harry'ego. Brak jest jednak niepodważalnych dowodów na jego winę, a na dodatek poczynania Samanthy Walker szkodzą śledztwu. Callahan spotyka się z nią, chcąc ostudzić relacje i przekonać by nie mieszała w dochodzeniu, co udaje mu się osiągnąć.
Giną kolejne osoby, postęp śledztwa jest niewielki a na dodatek na Harry'ego zostaje przeprowadzony kolejny (nieudany) zamach. Rozpoczyna się polowanie.

## Obsada
- Clint Eastwood jako inspektor Harry Callahan
- Patricia Clarkson jako Samantha Walker
- Liam Neeson jako Peter Swan
- Evan C. Kim jako inspektor Al Quan
- David Hunt jako Harlan Rook
- Michael Currie jako kapitan Donnelly
- Jim Carrey jako Johnny Squares
- Michael Goodwin jako porucznik Ackerman
- Darwin Gillett jako Patrick Snow
- Anthony Charnota jako Lou Janero
- Christopher Beale jako prokurator Thomas McSherry
- John Allen Vick jako porucznik Ruskowski
- Nicholas Love jako Jeff Howser
- Maureen McVerry jako Vicky Owens
- Glenn Wright jako detektyw Hindmark
- Shawn Elliott jako Chester Docksteder
- Victoria Bastel jako Suzanne Dayton
- Diego Chairs jako Butcher Hicks
- Ronnie Claire Edwards jako Molly Fisher
- Louis Giambalvo jako Gus Wheeler
- George Orrison jako ochroniarz Embarcadero#1
- Marc Alaimo jako ochroniarz Embarcadero #2
- Justin Whalin jako Jason
- Taylor Gilbert jako dziennikarka
- Louis Giambalvo jako Gus Wheeler
- Phil Dacey jako detektyw Dacey